# Censura in Serbia
La censura in Serbia è proibita dalla Costituzione. Le libertà di espressione e di informazione sono protette da leggi internazionali e nazionali, anche se la loro osservanza non è coerentemente implementata; infatti, si riportano situazioni di censura e di autocensura. La Serbia è ritenuta un Paese "parzialmente libero" dalla Freedom House e si classifica al 59º posto su 180 nel report del 2016 dell'Indice della libertà di stampa compilato da Reporter senza frontiere. Secondo il report del 2015 della Freedom House, in Serbia i media e i giornalisti sono soggetti a pressioni da parte dei politici e dei proprietari dei media per quanto riguarda i contenuti editoriali. Inoltre, i media serbi sono pesantemente dipendenti dai contratti pubblicitari e dai sussidi governativi, i quali espongono giornalisti e media a pressioni economiche come ritardi nei pagamenti, licenziamenti e simili.

## Contesto
In Serbia la transizione verso la democrazia avvenne con un decennio di ritardo rispetto agli altri Paesi socialisti. Questo ritardo si riflette nel sistema mediatico, la cui modernizzazione è stata lenta e contraddittoria. I meccanismi di influenza politica sono presenti anche nel periodo seguito alla caduta di Slobodan Milošević, anche se sono di tipo diverso rispetto a quelli del periodo socialista, e più sofisticati. Nel corso della prima Conferenza internazionale sulla libertà di stampa dell'Europa sud-orientale la giornalista Gordana Igrić, fondatrice del Balkan Investigative Reporting Network (BIRN), ha spiegato come l'influenza politica e la censura abbiano cambiato la loro natura: se in passato ai politici era sufficiente "alzare il telefono", oggi i media sono influenzati da un condizionamento ideologico pervasivo.

## Tipi di censura
Secondo Christian Mihr, direttore esecutivo di Reporter senza frontiere, «la censura in Serbia non è né diretta né trasparente, ma è facile da provare». Secondo Mihr ci sono molti esempi di censura e autocensura in Serbia e ci sono stati casi di articoli critici contro il governo che sono stati cancellati da internet, mentre i giornalisti indipendenti sono minacciati o sotto pressione. Mihr ha anche ricordato come nel corso delle inondazioni del maggio 2014 alcuni articoli sono stati cancellati dai siti web, mentre il governo «ha attaccato numerosi report critici» nei confronti della risposta ufficiale agli eventi naturali. Sempre secondo Mihr, il primo ministro serbo Aleksandar Vučić si è dimostrato «molto sensibile alle critiche, anche su questioni spinose» come nel caso di Natalija Miletic, corrispondente della radio Deutsche Welle, che lo ha interrogato a Berlino sulla situazione dei media in Serbia e su alcune accuse nei confronti di alcuni ministri del governo serbo che hanno falsificato i loro diplomi e che in seguito hanno subito minacce e visto comparire articoli offensivi sulla stampa serba. L'Associazione indipendenti dei giornalisti serbi (NUNS) ha approvato il report di Reporter sena frontiere. Secondo una ricerca del NUNS del dicembre 2014, il 40% dei 585 giornalisti serbi hanno riportato di essere stati occasionalmente soggetti a censura, mentre il 48% crede che i colleghi abbiano occasionalmente auto-censurato il proprio lavoro. Un'altra ricerca, effettuata nel settembre 2014 dal Konrad-Adenauer-Stiftung, ha osservato come oltre il 90% dei giornalisti intervistati ha dichiarato che sia la censura che l'autocensura sono presenti nei media serbi, il 73% ha convenuto come i media serbi manchino di obiettività e il 95% come i rapporti nei confronti del governo raramente siano critici.
Un report del 2015 dell'Associazione mondiale della carta stampata (WAN-IFRA) e del Center fro International Media Assistance (CIMA) ha definito e descritto l'emergere di una nuova forma di censura, denominata la pratica della "censura soft". L'espressione, utilizzata per la prima volta nel 2005 in un report della Open Society Justice Initative, si riferisce a una serie di pratiche e schemi che mirano a influenzare i media senza ricorrere all'interdizione legale, alla censura diretta e alla minaccia economica diretta. Questo tipo di pressioni include l'allocazione discriminatoria e selettiva dei fondi pubblici, abuso di potere e ispezioni opache e discrezionali.